# Trema orientalis
Espèce
Classification APG III (2009)
Synonymes
- Trema grisea Baker
- Trema commersonii (Planch.) Bl.
- Trema grevei Baill.
- Trema guineense (Schum. et Thonn.)

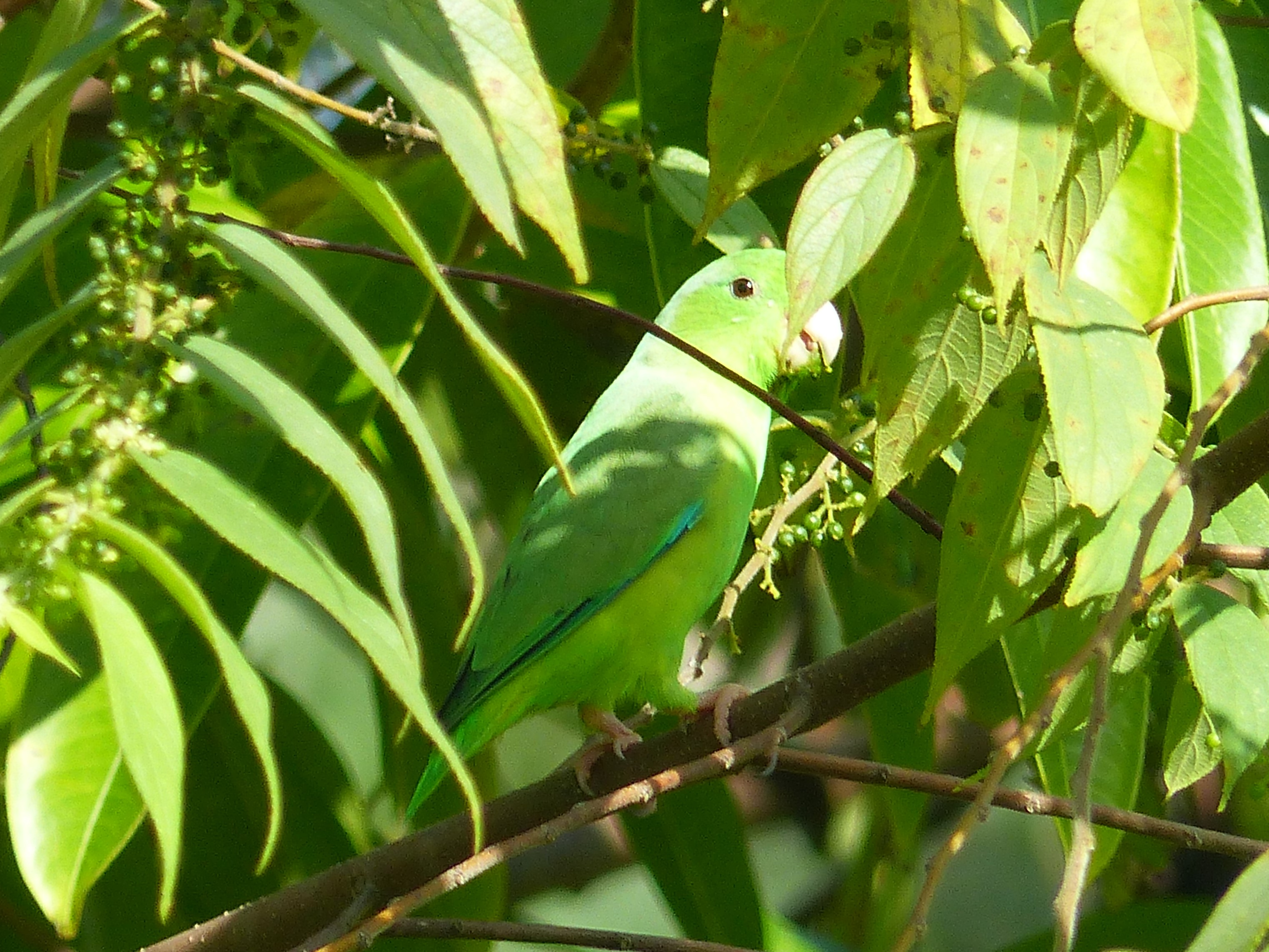
Forpus passerinus mangeant les fruits de Trema micrantha

Trema orientalis est une espèce de plantes à fleurs la famille des Ulmaceae ou des Celtidaceae, selon la classification classique, ou à celle des Cannabaceae, selon la classification phylogénétique.
C'est un arbre que l'on trouve en Afrique du Sud jusqu'en Afrique tropicale ainsi que dans les régions chaudes d'Asie. Il a été naturalisé à Hawaï.
Il s'agit d'une espèce à croissance rapide poussant dans les zones antérieurement perturbées et aux lisières des forêts. C'est une espèce pionnière qui peut pousser sur des sols pauvres et pouvant être utilisée pour régénérer les zones forestières en fournissant de l'ombre et une protection aux jeunes plants de feuillus. T. orientalis est fixatrice d'azote et peut ainsi améliorer la fertilité des sols pour d'autres espèces végétales.
Le bois est relativement tendre et brûle facilement et rapidement lorsqu'il est sec. Le bois est adapté pour la production de pâte à papier, donnant du papier avec une bonne résistance à la traction et au pliage. L'écorce peut être utilisée pour la fabrication de ficelle ou de corde, et pour imperméabiliser des lignes de pêche,. En Inde et en Tanzanie, le bois est utilisé pour fabriquer du charbon de bois.
Ces arbres ont plusieurs usages médicinaux traditionnels dans un large éventail de cultures. Les feuilles et l'écorce sont utilisés pour traiter la toux, les maux de gorge, l'asthme, la bronchite, la gonorrhée, la fièvre jaune, les rages de dents, et comme antidote à un empoisonnement général,. Une infusion d'écorce contrôle la dysenterie et une décoction de feuilles est utilisée pour vermifuger les chiens. Dans les études pharmacologiques récentes, on a montré qu'un extrait aqueux d'écorce réduisait la glycémie chez le rat d'expérimentation modèle pour le diabète sucré et pouvait être utile pour traiter cette maladie. Les extraits de feuilles d'espèces apparentées (Trema guineense et Trema micrantha) ont montré des propriétés anti-inflammatoires, anti-arthrosiques et analgésiques chez les rongeurs, suggérant que T . orientalis pourrait avoir des effets similaires.
Cette espèce a un impact écologique élevée avec au moins 14 espèces de papillons l'utilisant comme source de nourriture pour les chenilles. Plusieurs espèces d'oiseaux mangent ses fruits ou les insectes abondants qui vivent dans ces arbres. On trouve souvent des pigeons et des tourterelles en train de manger des fruits ou faire leurs nids. Ses feuilles et graines sont utilisées comme fourrage pour nourrir les bovins, les buffles et les caprins aux Philippines,. Les feuilles sont également consommées par les animaux sauvages et peuvent être utilisées comme épinards.